# Live at the Whisky a Go-Go
Live at the Whisky a Go-Go – siódma płyta zespołu X wydana w 1987 przez firmę Elektra Records. Koncert nagrano w klubie „Whisky a Go Go” w Los Angeles.

## Lista utworów
1. Los Angeles
2. In This House I Call Home
3. The New World
4. Around My Heart
5. Surprise, Surprise
6. Because I Do
7. Burning House of Love
8. My Goodness
9. Blue Spark
10. The Once Over Twice
11. Devil Doll
12. The Hungry Wolf
13. Unheard Music
14. Riding With Mary
15. World's a Mess, It's in My Kiss
16. White Girl
17. Skin Deep Town
18. So Long (It's Been Good to Know Yuh)
19. The Call of the Wreckin' Ball
20. Year 1
21. Johny Hit and Run Pauline

## Muzycy
- Exene Cervenka – wokal
- Tony Gilkyson – gitara
- John Doe – wokal, gitara basowa
- D.J. Bonebrake – perkusja